# Maynard James Keenan
Maynard James Keenan (Ravenna, Ohio, 17 de Abril de 1964) é um músico, cantor, compositor, produtor musical e ator norte-americano.

## Biografia
James Keenan nasceu James Herbert Keenan em Ravenna, Ohio, filho único de Judith Marie e Michael Loren Keenan. Ele nasceu em uma família batista. Quando seus pais se divorciaram em 1968, seu pai, um professor do ensino médio, mudou-se para Michigan e Keenan só o via uma vez por ano durante os próximos 12 anos. Sua mãe se casou novamente, trazendo Keenan em uma "casa intolerante e não mundana", onde sua inteligência e expressão criativa seria sufocada. Em 1975, quando Keenan tinha 11 anos, sua mãe sofreu um aneurisma cerebral, que mais tarde serviria de inspiração para muitos de suas obras. Alguns anos mais tarde, sua mãe o convenceu a ir morar com seu pai em Michigan. Keenan considera que esta foi a melhor coisa que ele fez.

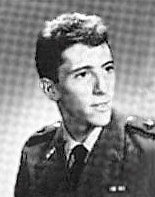
Maynard James Keenan em 1984, na academia militar.

Entrou para o exército em 1982, e estudou na United States Military Academy (escola militar) de 1983 até 1984. Saiu do exército para estudar arte no Kendall College of Art and Design em Grand Rapids, Michigan. Durante seu tempo no exército que ele adotou o apelido "Maynard" por um capricho.  Em 1988, ele se mudou para Los Angeles, onde seu amor pelos animais levou-o para a prática de design de interiores para lojas de animais. Nos anos oitenta, Keenan tocou baixo na banda TexA.N.S. e cantou para crianças da Children of the Anachronistic Dynasty, ambas bandas independentes.
Após mudar-se para Los Angeles Keenan conheceu Adam Jones que tinha ouvido ele cantar em uma demo na faculdade. Impressionado com sua voz, Jones sugeriu que formassem uma banda. Keenan concordou e em 1990, o Tool foi formado. Liderados por Keenan, a formação incluiu o guitarrista Jones; seu vizinho, o baterista Danny Carey e o baixista Paul D'Amour, que mais tarde seria substituído por Justin Chancellor.
Em 1993, o lançamento do álbum Undertow levou a banda e Keenan ao estrelato. As suas letras e músicas eram melódicas, severas e agressivas. No entanto, à medida que Keenan continuava a gravar com Tool, as suas letras desenvolveram-se e tornaram-se introspectivas e espirituais, verdadeiras obras de arte, que se focavam não só na raiva, mas também nos benefícios de a transcender.
Mais tarde, após uma prolongada batalha legal com a sua gravadora Volcano Records (antigamente Zoo Records), os membros de Tool decidiram separar-se por algum tempo. Keenan começou a trabalhar com Billy Howerdel. A banda que formaram, A Perfect Circle, começou a atuar em 1999 e lançou o seu primeiro álbum em 2000. Desde então, Keenan continua como vocalista de ambas as bandas.
Em fevereiro de 2005, Keenan apareceu como vocalista surpresa no Seattle, num concerto de solidariedade para as vítimas do tsunami na Ásia, atuando com o Alice in Chains, substituindo o falecido vocalista Layne Staley nas canções "Them Bones", "Man in the Box" e "Rooster".
Keenan é divorciado e tem um filho chamado Devo (nascido a 5 de Agosto de 1995). Foi noivo de Jennifer Breña Ferguson, mas separaram-se antes de casar. Daí vem o nome da canção "Breña" do álbum Mer de Noms do A Perfect Circle. Sua mãe, Judith, morreu em 2003 e também foi inspiração para a música "Judith", do mesmo álbum.
Kennan também é vinicultor. É dono das vinícolas Merkin Vineyards e Caduceus Cellars em Page Springs/Cornville, Arizona.

## Keenan e a comédia
"Encontrando Jesus"
No dia 1 de Abril de 2005 Maynard anunciou - para o choque de muitos fãs e amigos - que ele havia "encontrado jesus" e estaria abandonando a gravação do novo álbum do Tool. Mas claro, era uma brincadeira de primeiro de abril. Kurt Loder da MTV entrou em contato com Keenan por e-mail para pedir uma confirmação e recebeu uma resposta bem casual. Quando Loder perguntou novamente, a resposta de Keenan foi simplesmente "heh heh". Loder também percebeu que Keenan não havia capitalizado Jesus, incomum para alguém que acabou de se converter ao Cristianismo. O anúncio foi provavelmente uma paródia ao episódio protagonizado por Brian "Head" Welch, em que 2005 havia comunicado seu desligamento da banda KoЯn para dedicar sua vida ao Cristianismo.
No dia 7 de Abril, o site oficial de Tool anunciou que era uma brincadeira: "Boas notícias, fãs de primeiro de abril. A composição e gravação do álbum continua.".
Mr. Show
Maynard aparece em vários segmentos da série de comédia da HBO, Mr. Show. Em uma cena ele é visto sendo preso com Ronnie Dobbs, e mais tarde ele aparece usando uma peruca e como vocalista de uma banda fictícia chamada "Puscifer", elogiando Ronnie. Puscifer tornou-se um projeto paralelo onde funciona como uma espécie de pseudônimo para o seu trabalho solo, convidando um leque de artistas para trabalhar com ele, inclusive a atriz Milla Jovovich.

## Discografia
- Fingernails (1986) (Children Of The Anachronistic Dynasty)
- Never Again (1987) (TexAns)
- Opiate (1992) (Tool)
- Rage Against the Machine (1993) (Rage Against the Machine) (Cantou em "Know Your Enemy")
- Undertow (1993) (Tool)
- Replicants (1995) (Replicants) (Cantou em "Silly Love Songs", cover de Wings)
- Ænima (1996) (Tool)
- Mer de Noms (2000) (A Perfect Circle)
- White Pony (2000) (Deftones) (Cantou em "Passenger")
- Salival (2000) (Tool)
- Lateralus (2001) (Tool)
- 30 Seconds to Mars (2002) (30 Seconds to Mars) (Cantou em "Fallen")
- Thirteenth Step (2003) (A Perfect Circle)
- Underworld Soundtrack (2003) (Atuando com A Perfect Circle and Puscifer, e em um remix de David Bowie)
- Emotive (2004) (A Perfect Circle)
- AMotion (2004) (A Perfect Circle)
- Underworld: Evolution Soundtrack (2006) (Com Puscifer em uma música remixada por Danny Lohner)
- 10,000 Days (2006) (Tool)
- V is for Vagina (2007) (Puscifer)
- Conditions of my Parole (2011) (Puscifer)
- Eat The Elephant (2018) (A Perfect Circle)
- Fear Inoculum (2019) (Tool)